# MTV Europe Music Awards 2001
Les MTV Europe Music Awards 2001 ont eu lieu le 11 novembre 2001 au Festhalle de Francfort. La cérémonie a attiré beaucoup de téléspectateurs et était une des premières émissions de divertissement après les attentats du 11 septembre 2001 à New York.

## Apparences
- Pedro Almodóvar
- Atomic Kitten (Natasha Hamilton, Elizabeth « Liz » McClarnon, Kerry Katona)
- Brendan B. Brown
- Boris Becker
- Bomfunk MC's
- Emma Bunton
- Andrea Corr
- Sophie Ellis Bextor
- Nelly Furtado
- Rea Garvey
- Eddy Grant
- Herbert Gronemeyer
- Joshua Jackson
- Ronan Keating
- Kelis
- Alicia Keys
- Heidi Klum
- Xavier Naidoo
- Sandra Nasic
- Nina Persson
- Pink
- Christina Ricci
- Gavin Rossdale
- Roger Sanchez
- Claudia Schiffer
- Shaggy
- Ben Stiller
- Sugababes

## Awards internationaux
Les gagnants sont en gras.

### Meilleure chanson
- Christina Aguilera, Lil' Kim, Mýa and Pink — "Lady Marmalade"
- Crazy Town — "Butterfly"
- Destiny's Child — "Survivor"
- Eminem (featuring Dido) — "Stan"
- Gorillaz — "Clint Eastwood"

### Meilleur clip
- The Avalanches — "Since I Left You"
- Fatboy Slim — "Weapon of Choice"
- Gorillaz (featuring Del tha Funkee Homosapien) — "Clint Eastwood"
- Outkast — "Ms. Jackson"
- Robbie Williams — "Supreme"

### Meilleur Album
- Dido — No Angel
- Limp Bizkit — Chocolate Starfish and the Hot Dog Flavored Water
- Madonna — Music
- Travis — The Invisible Band
- U2 — All That You Can't Leave Behind

### Révélation 2001
- Craig David
- Dido
- Nelly Furtado
- Gorillaz
- Wheatus

### Meilleure artiste féminine
- Mariah Carey
- Dido
- Janet Jackson
- Jennifer Lopez
- Madonna

### Meilleur artiste masculin
- Craig David
- Eminem
- Ricky Martin
- Shaggy
- Robbie Williams

### Meilleur groupe
- Destiny's Child
- Gorillaz
- Limp Bizkit
- R.E.M.
- U2

### Meilleur artiste pop
- Anastacia
- Atomic Kitten
- 'N Sync
- Shaggy
- Britney Spears

### Meilleur artiste Dance
- Basement Jaxx
- Daft Punk
- Faithless
- Gorillaz
- Roger Sanchez

### Meilleur artiste Rock
- Blink-182
- Crazy Town
- Limp Bizkit
- Linkin Park
- U2

### Meilleur artiste R&B
- Craig David
- Destiny's Child
- Janet Jackson
- Wyclef Jean
- Outkast

### Meilleur artiste Hip-Hop
- D12
- Missy Elliott
- Eminem
- Outkast
- P. Diddy

### Web Award
- Daft Punk (www.daftpunk.com)
- Depeche Mode (www.depechemode.com)
- Gorillaz (www.gorillaz.com)
- Limp Bizkit (www.limpbizkit.com)
- U2 (www.u2.com)

### Free Your Mind
- "Treatment Action Campaign"

## Awards régionaux

### Meilleur artiste Royaume-Uni & Irlande
- Craig David
- Artful Dodger
- Feeder
- Gorillaz
- S Club 7

### Meilleur artiste allemand
- Die Ärzte
- Echt
- No Angels
- Rammstein
- Samy Deluxe

### Meilleur artiste scandinave
- Briskeby
- Emmi
- Eskobar
- Safri Duo
- Titiyo

### Meilleur artiste italien
- Elisa
- Marlene Kuntz
- Neffa
- Valeria Rossi
- Tiromancino

### Meilleur artiste hollandais
- Anouk
- Bastian
- Brainpower
- Johan
- Kane

### Meilleur artiste français
- Daft Punk
- Demon
- Manu Chao
- St Germain
- The Supermen Lovers

### Meilleur artiste polonais
- Fiolka
- Reni Jusis
- Kasia Kowalska
- Myslovitz
- Smolik

### Meilleur artiste espagnol
- Jarabe de Palo
- La Oreja de Van Gogh
- Los Piratas
- Najwa
- Alejandro Sanz

### Meilleur artiste russe
- Alsou
- Bi-2
- Mumiy Troll
- t.A.T.u.
- Zemfira

## Performances
- Kylie Minogue — Can't Get You Out of My Head
- Dido — Hunter
- Basement Jaxx — Where's Your Head At
- Blink-182 — First Date
- Craig David — Walking Away
- Mary J. Blige — Family Affair
- Jay-Z — Izzo (H.O.V.A.) / Girls, Girls, Girls
- Depeche Mode — Never Let Me Down Again
- Fred Durst, Wes Scantlin et Jimmy Page — Thank You
- Rammstein — Ich will
- R.E.M. — Imitation of Life
- Travis — Side